# لبان بيضوي الأوراق
لبان بيضوي الأوراق أو بوسويلية بيضوية الأوراق (الاسم العلمي:Boswellia ovalifoliolata) هو نوع من النباتات يتبع جنس اللبان من الفصيلة البخورية.